# 2,4,6-三硝基苯胺
2,4,6-三硝基苯胺(2,4,6-Trinitroaniline, TNA)，化学式C6H4N4O6，因其含有三个硝基，是一种爆炸性的强氧化剂。因纯度或溶液浓度的差异，呈黄色至红色。

## 应用
三硝基苯胺的应用包括迫击炮的弹头等武器。例如二战中日本皇家海军的97式炸药(1931年型)中替代不稳定的苦味酸用于一些型号的子弹。